# Panopeo
Panopeo (in greco antico: Πανοπεύς?, Panopèus) è un personaggio della mitologia greca, uno dei personaggi citati nell'Iliade di Omero.

## Mitologia
Fratello gemello di Criso e figlio di Foco, era il padre di Epeo, ma si discute se sia stato colui che  progettò il cavallo di legno, oppure sia stato un omonimo, anche per via del fatto che durante il racconto non ebbe a mostrare una grande intelligenza.